# Praedora tropicalis
Praedora tropicalis là một loài bướm đêm thuộc họ Sphingidae. Loài này có ở xavan và vùng cây bụi từ Zambia tới Uganda và Kenya.
Chiều dài cánh trước khoảng 19–24 mm. Thân và cánh trước màu xám tối.